# Dog Man (film)
Dog Man este un film de animație american de comedie din anul 2025 produs de DreamWorks Animation și distribuit de Universal Pictures. Un spin-off și o poveste într-o poveste din Aventurile Căpitanului Underpants (2017), este al doilea film din franciza Captain Underpants. A fost regizat și scris de Peter Hastings. Vocile sunt dublate de Pete Davidson, Lil Rel Howery, Isla Fisher și Ricky Gervais. Filmul adaptează vag prima, a doua, a treia și a șaptea cărți din seria Dog Man.

## Dublaj română
- Rareș Prisacariu – voce pentru versiunea română a filmului Dog Man.[3]

## Distribuție
- Pete Davidson ca Petey
- Lil Rel Howery ca Chief
- Isla Fisher ca Sarah Hatoff
- Poppy Liu ca Butler
- Stephen Root ca Grampa
- Billy Boyd ca Seamus
- Ricky Gervais ca Flippy the Fish